# Gelo frazil

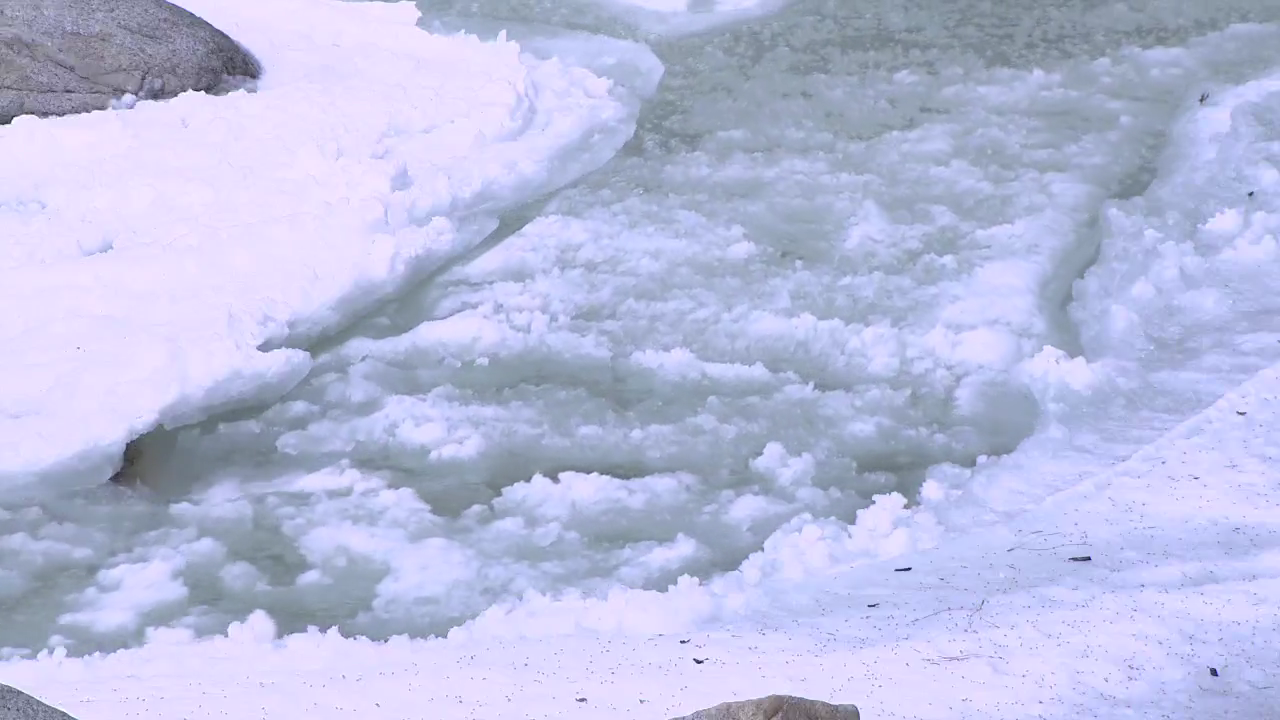
Gelo frazil no Parque Nacional de Yosemite, Estados Unidos.

Frazil é um conjunto de cristais de gelo disperso e randômico em forma de agulha. Esse tipo de formação lembra lodo e tem a aparência de ser ligeiramente oleoso quando visto na superfície aquática. Frazis formam-se esporadicamente em águas abertas, turbulentas e geladas, sendo comuns a rios, lagos e oceanos, em noites claras, quando o clima é mais frio e a temperatura do ar alcança −6 °C (21 °F) ou menos. Gelo frazil é o primeiro estágio de desenvolvimento de gelo marítimo.